# St. Walburgen

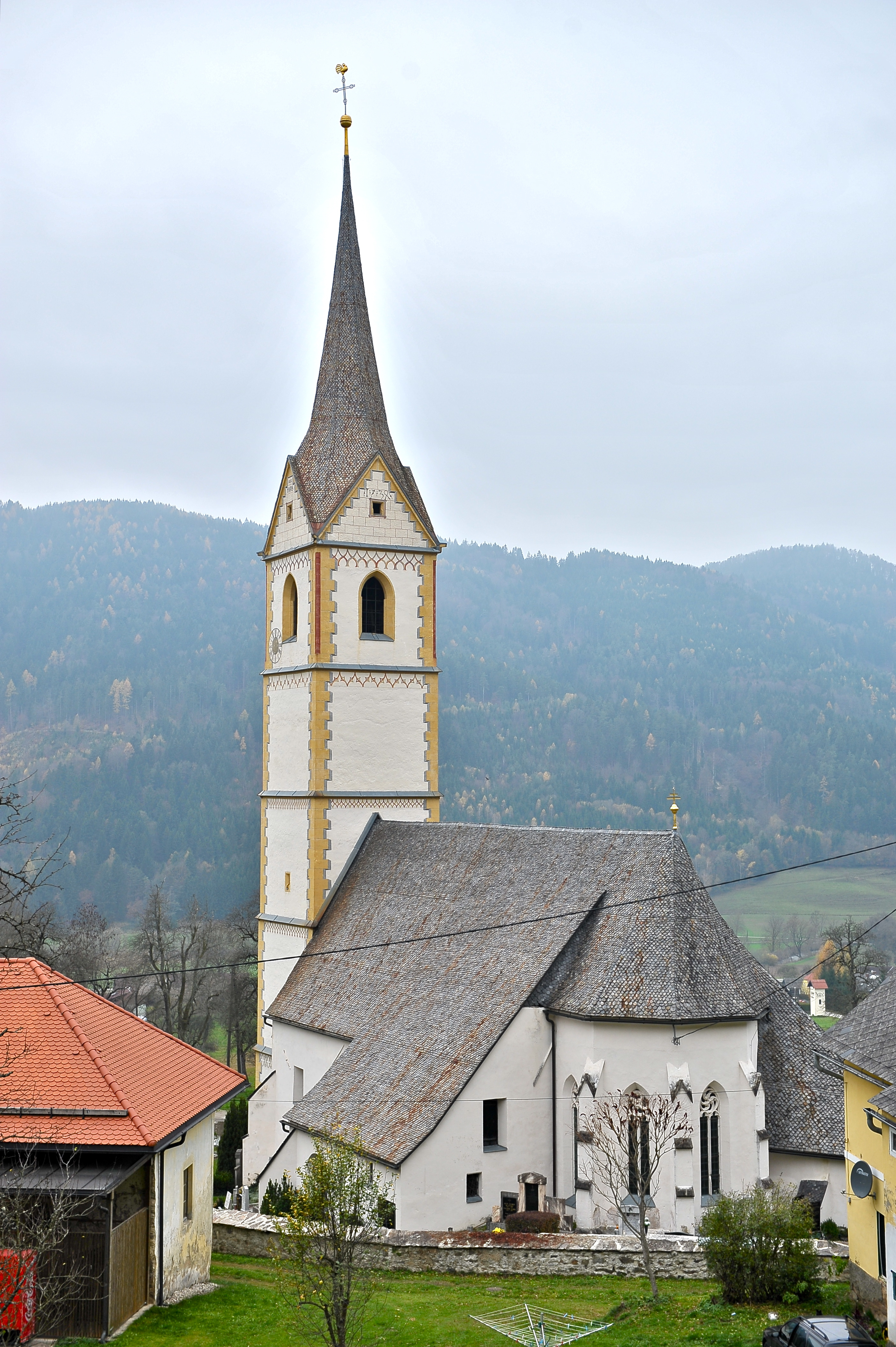
Pfarrkirche St. Walburgen

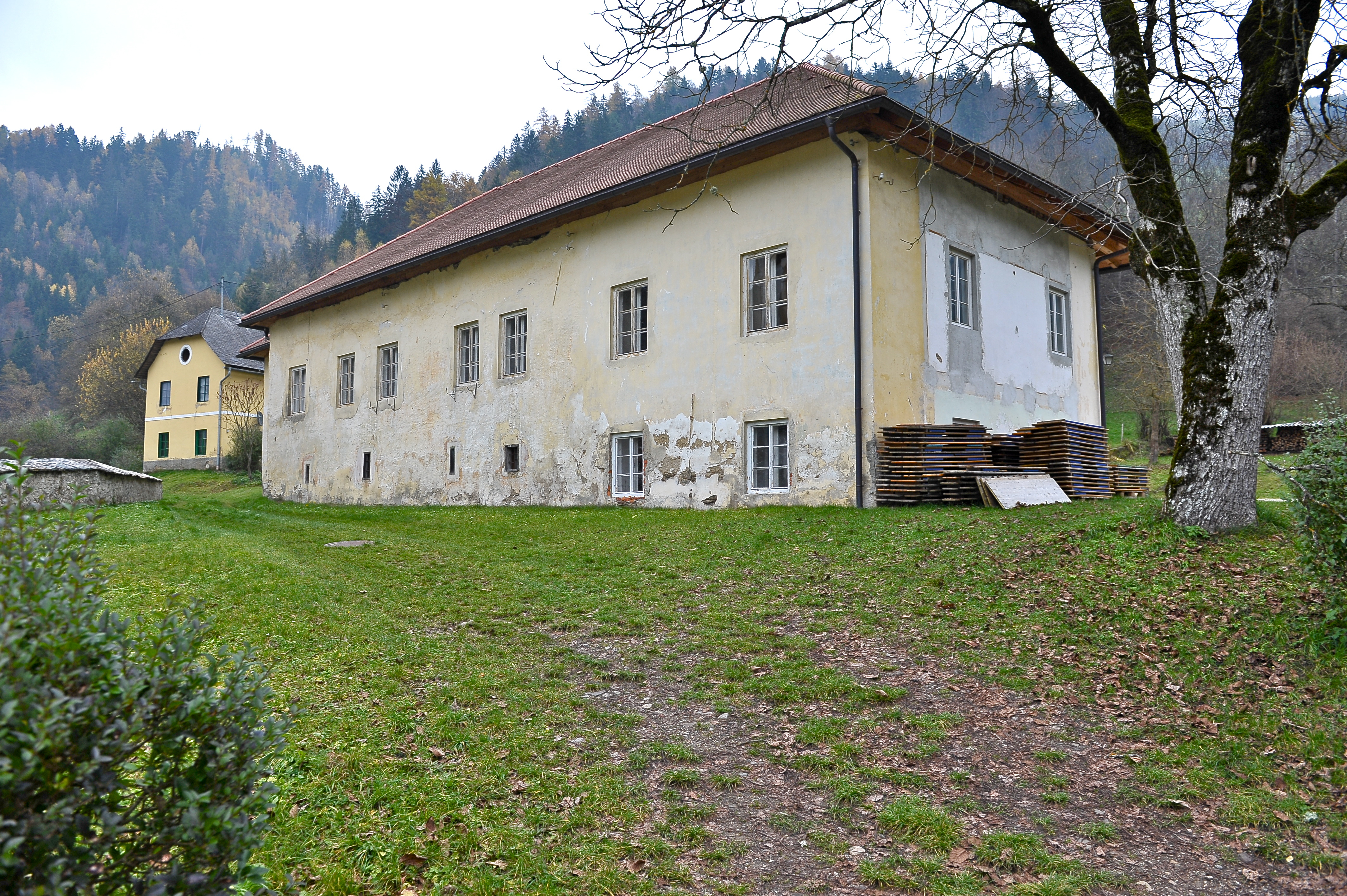
Pfarrhof St. Walburgen

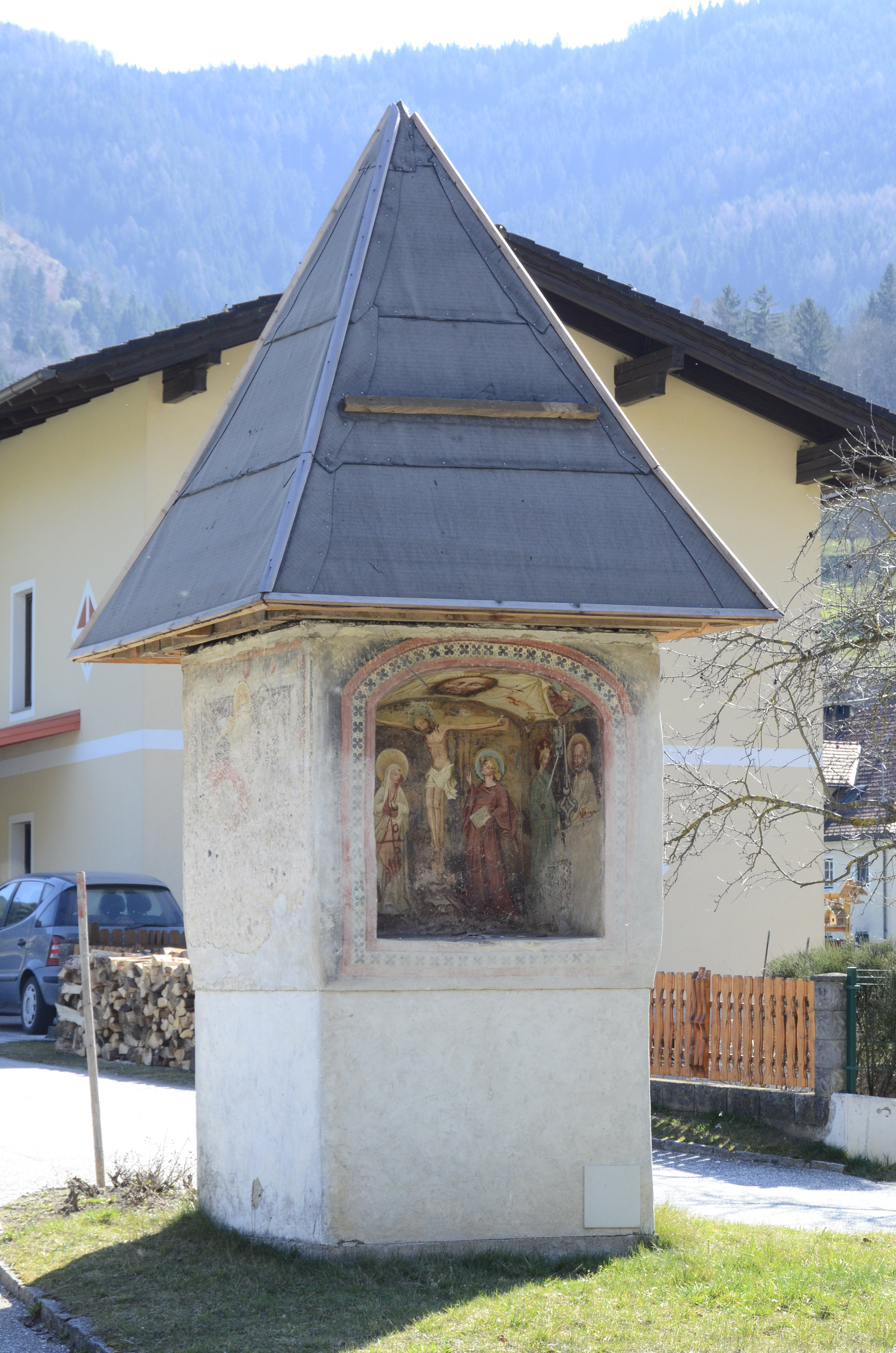
Kernmaier-Kreuz

St. Walburgen ist eine Ortschaft in der Gemeinde Eberstein im Bezirk Sankt Veit an der Glan in Kärnten. Die Ortschaft hat 270 Einwohner (Stand 1. Jänner 2024). Die Ortschaft umfasst auch den Weiler Micheldorf sowie das ehemalige Grafendorf.

## Lage
Die Ortschaft liegt im Südosten des Bezirks Sankt Veit an der Glan, im Görtschitztal, auf dem Gebiet der Katastralgemeinde St. Walburgen, zwischen den Gemeindehauptorten Eberstein und Brückl.
Im Bereich der Ortschaft werden folgende Hofnamen geführt: Laschizer (Nr. 1), Lassnig (Nr. 2), Kramer (Nr. 6), Oberer Grafenschuster (Nr. 7), Konig (Nr. 8), Zink (Nr. 10), Mügge (Nr. 11), Käfer (Nr. 13), Koglnig (Nr. 14), Kollerkeusche (Nr. 16), Kaspar (Nr. 17), Unterberger (Nr. 18), Grumeter (Nr. 19), Preglitzer (Nr. 22), Sellmann (Nr. 24), Göschl (Nr. 25), Hanslbauer (Nr. 28), Wirth (Nr. 32), Anetter (Nr. 33), Moosrader (Nr. 42), Kreuter (Nr. 57), Jandl (Nr. 58) und Markolin-Säge (Nr. 59).

## Geschichte
Römersteine, die an der Kirche eingemauert wurden, belegen eine römerzeitliche Besiedelung. Die Pfarre wird als ad sanctam Walpurgam schon zwischen 1060 und 1088 erwähnt.
Auf dem Gebiet der Steuergemeinde St. Walburgen liegend, gehörte der Ort St. Walburgen in der ersten Hälfte des 19. Jahrhunderts zum Steuerbezirk Eberstein. Bei Gründung der Ortsgemeinden im Zuge der Reformen nach der Revolution 1848/49 kam St. Walburgen zunächst an die Gemeinde Eberstein. 1865 kam St. Walburgen an die Gemeinde Brückl, seit 1888 gehört es wieder zur Gemeinde Eberstein.
1858 wurde im Ort eine Schule errichtet; sie wurde 1975 aufgelassen.

## Bevölkerungsentwicklung
Für die Ortschaft ermittelte man folgende Einwohnerzahlen:
- 1849: 257 Einwohner[2]
- 1869: 32 Häuser, 266 Einwohner[3]
- 1880: 32 Häuser, 293 Einwohner (davon Micheldorf 5 Häuser, 53 Einwohner)[4]
- 1890: 31 Häuser, 289 Einwohner (davon Micheldorf 6 Häuser, 44 Einwohner)[5]
- 1900: 31 Häuser, 272 Einwohner (davon Micheldorf 5 Häuser, 45 Einwohner)[6]
- 1910: 50 Häuser, 316 Einwohner (davon Micheldorf 9 Häuser, 44 Einwohner)[7]
- 1923: 51 Häuser, 255 Einwohner (davon Micheldorf 8 Häuser, 43 Einwohner)[8]
- 1934: 282 Einwohner[9]
- 1961: 51 Häuser, 263 Einwohner (davon Micheldorf 4 Häuser, 16 Einwohner)[10]
- 2001: 93 Gebäude (davon 83 mit Hauptwohnsitz) mit 102 Wohnungen; 291 Einwohner und 22 Nebenwohnsitzfälle; 97 Haushalte; 7 Arbeitsstätten, 26 land- und forstwirtschaftliche Betriebe[11]
- 2011: 94 Gebäude, 275 Einwohner, 97 Haushalte, 17 Arbeitsstätten[12]
- 2021: 102 Gebäude, 255 Einwohner, 98 Haushalte, 29 Arbeitsstätten[13]

## Grafendorf
1299 wurde Graevendorf urkundlich genannt. Diese noch im Franziszeischen Kataster als Grafendorf verzeichnete Siedlung lag etwa 600 m nordwestlich der Pfarrkirche St. Walburgen.

## Micheldorf
Etwa 1,3 km nördlich der Pfarrkirche St. Walburgen liegt der Weiler Micheldorf, der schon 1299 als Muenchendorf (1629 Michendorf) genannt wird. Der Weiler wurde im 19. und 20. Jahrhundert als Ortschaftsbestandteil geführt, so dass Volkszählungsergebnisse für Micheldorf veröffentlicht wurden.

## Persönlichkeiten
- Hermine Liska, vom Bildungsministerium anerkannte Zeitzeugin, die die Geschichte ihrer Verfolgung als Zeugin Jehovas unter dem NS-Regime vor insgesamt mehr als 150.000 Schülern erzählt hat.[15]
- Hans Peschetz, Großimker und Bienenzüchter. Urzüchter der Linie K-Peschetz 332 (Peschetzbiene). Peschetz betrieb eine Bienenzucht- und Lehranstalt im Ort.